# Tamás Sulyok
Dans le nom hongrois Sulyok Tamás, le nom de famille précède le prénom, mais cet article utilise l’ordre habituel en français Tamás Sulyok, où le prénom précède le nom.
Tamás Sulyok, né le 24 mars 1956 à Kiskunfélegyháza, est un juriste, avocat et homme d'État hongrois. Il est président de la République de Hongrie depuis le 5 mars 2024.
Vice-président puis président de la Cour constitutionnelle à partir de 2015, il est choisi comme candidat à la présidence de la République par le Fidesz-KDNP en 2024, à la suite de la démission de Katalin Novák. Il est élu dès le premier tour par l'Assemblée nationale.

## Situation personnelle
Tamás Sulyok naît le 24 mars 1956 à Kiskunfélegyháza, dans le comitat de Bács-Kiskun, au sud de la Hongrie.
Son père, László József Sulyok (Székesfehérvár, 25 avril 1909 – 1988), est un avocat qui, selon les dires de son fils, aurait été condamné à mort par coutumace en 1946 pour avoir défendu les intérêts de l'épouse d'un dignitaire local du Parti communiste qui souhaitait divorcer. Tamás Sulyok a déclaré que son père n'avait évité l'exécution qu'en vivant dans la clandestinité pendant une dizaine d'années.
Selon les historiens László Karsai et Krisztián Ungváry, les déclarations de Tamás Sulyok au sujet de son père ne sont pas exactes : László József Sulyok était en fait un sympathisant nazi et antisémite, chef d'une section locale du Parti national socialiste hongrois dirigé par László Baky.
Peu après l'élection de Tamás Sulyok à la présidence de la République, sur la base de recherches menées par l'historienne Anna Gergely, le bimensuel satirique Hócipő publie plusieurs documents prouvant que László József Sulyok et d'autres membres de son parti avaient réclamé l'acquisition de biens immobiliers confisqués à des Juifs persécutés pour y installer leur organisation. Cette demande avait alors été satisfaite par les autorités compétentes.

## Carrière professionnelle

### Études et enseignement
En 1980, il obtient son diplôme de droit à l'université de Szeged. Il commence sa carrière en tant que greffier au tribunal du comitat de Csongrád-Csanád. En 1982, il passe l'examen de qualification en droit, puis travaille en tant que conseiller juridique jusqu'en 1991. 
Entre 1991 et 1996, il travaille chez Sulyok-Japport, puis à partir de 1997, en tant qu'avocat dans le cabinet Sulyok et Ádám jusqu'à sa nomination comme juge constitutionnel. Il assure la représentation juridique de la municipalité de Szeged de 1998 à 2002. De 2000 à 2014, il est en outre consul honoraire d'Autriche. 
En 2004, il décroche une qualification de spécialiste en droit européen à l'Institut de formation continue en droit de l'université Loránd-Eötvös. 
À partir de septembre 2005, il enseigne le droit constitutionnel tout en animant des séminaires et des colloques en tant que conférencier invité à la faculté de droit de l'université de Szeged, où il obtient un doctorat en 2013.

### Juge constitutionnel
En 2014, Tamás Sulyok est élu membre de la Cour constitutionnelle par l'Assemblée nationale ; il prend ses fonctions le 27 septembre. Le 30 mars 2015, il est désigné vice-président de la Cour. À partir du 22 avril 2016, il exerce la présidence de la Cour par intérim en tant que vice-président. 
En novembre 2016, le bureau de presse de l'Assemblée nationale annonce que son président, László Kövér, compte recommander Tamás Sulyok comme président en exercice de la Cour. L'Assemblée nationale l'élit à ce poste le 22 novembre 2016 lors d'une session plénière.
Sous sa présidence, la Cour statue sur des sujets controversés comme le droit de grève des enseignants. Tamás Sulyok et ses pairs ont été critiqués pour avoir agi, selon leurs détracteurs, en tenant compte des seuls intérêts du gouvernement national-conservateur de Viktor Orbán.

## Président de la République de Hongrie

### Élection présidentielle de 2024
Le 22 février 2024, près de deux semaines après l'annonce de la démission de la présidente Katalin Novák, le député Máté Kocsis annonce que le Fidesz et le KDNP ont décidé de proposer la candidature de Tamás Sulyok pour l'élection présidentielle anticipée. Compte tenu de la configuration politique à l'Assemblée nationale, sa victoire paraît alors assurée. Il est effectivement élu le 26 février dès le premier tour, en recueillant 134 voix sur 139 suffrages exprimés. Les députés de l'opposition, qui n'ont pu s'entendre sur un candidat commun, s'abstiennent massivement au moment du vote.
Très réservé, sans expérience politique et dépourvu d'une affiliation à un parti, le nouveau chef de l'État contraste avec Katalin Novák, très active sur les réseaux sociaux.
Dans la foulée de son élection, il renouvelle son intention d'être à l'écart de la politique partisane pendant sa présidence et critique les sanctions décidées par l'Union européenne contre la Hongrie pour des atteintes répétées contre l'État de droit ; il exprime ainsi son souhait que les États membres de l'UE puissent conserver leur souveraineté nationale juridique.

### Exercice de la fonction
Tamás Sulyok est investi président de la République le 5 mars 2024 pour un mandat de cinq ans. Contrairement à ses prédécesseurs, il prend ses fonctions sans marquer l'ouverture de son quinquennat par une cérémonie officielle. Celle-ci se tient finalement cinq jours plus tard, devant le palais Sándor à Budapest.
Son premier acte en tant que président est de promulguer la loi sur l'adhésion de la Suède à l'OTAN, dernière étape technique avant l'accession du pays nordique.

## Domaines de recherche
Ses domaines de recherche incluent la situation constitutionnelle des avocats en Hongrie, la réglementation du marché intérieur de la Communauté européenne et les liens entre les services juridiques et les services d'avocats.